# Кошта Алваренга, Педру Франсишку да
Пе́дру Франси́шку да Ко́шта Алваре́нга (порт. Pedro Francisco da Costa Alvarenga; 1826—1883) — португальский медик.

## Биография
Педру Франсишку да Кошта Алваренга успешно окончил Брюссельский университет, был врачом в Лиссабоне и особенно много писал о холере, жёлтой лихорадке и сердечных болезнях. Написал: «Anatomia pathológica da febre amarella» (Лиссабон, 1861); «Memória sobre a insuficiência das válvulas aórticas» (1862); «Estado da questão acerca do dúpio sopra crural na insuficiência das válvulas aórticas» (там же, 1863).
Помимо этого Кошта-Алваренга редактировал периодическое печатное издание «Gazeta médica» выходившее в городе Лиссабоне.
Педру Франсишку да Кошта Алваренга умер в столице Португалии 14 июля 1883 года.